# Конвенция о запрещении военного или любого иного враждебного использования средств воздействия на природную среду
Конвенция о запрещении военного или любого иного враждебного использования средств воздействия на природную среду (англ. Environmental Modification Convention или ENMOD) — один из основных документов ООН, запрещающих его участникам военное или любое другое враждебное использование средств воздействия на окружающую среду путём преднамеренного управления природными процессами для изменения динамики, состава и структуры Земли, включая её биоту, литосферу, гидросферу, атмосферу или космическое пространство.

## История появления и суть
Разработка конвенции была запущена по инициативе СССР, её открытие к подписанию состоялось 18 мая 1977 года, а вступление в силу 5 октября 1978 года. По данным на середину 1997 года её участниками стали 58 государств в том числе и Российская Федерация как правопреемница СССР.
В рамках заключённой договорённости участники обязуются сотрудничать в процессах обмена научно-технической информацией о работах в области созидательного влияния на природу и мирного использования окружающей среды. Конвенция не ставит препятствий при воздействии на природные процессы в созидательных целях, однако она предусматривает ряд строгих мер по обеспечению жёсткого соблюдения её положений всеми государствами-участниками. При наличии информации о нарушении положений Конвенции любое государство имеет право обратиться с жалобой прямо в Совет Безопасности ООН. Помимо этого, любая страна-участник имеет право направить Генеральному секретарю ООН официальный запрос о созыве Консультативного комитета экспертов, который должен собраться не позднее, чем через месяц для выяснения и оценки фактических обстоятельств сомнительных явлений в окружающей среде.
Срок действия соглашений Конвенции не ограничен, она является открытым документом, то есть каждое государство имеет право в любое время самостоятельно к ней присоединиться. Её текст состоит из преамбулы, десяти статей и Приложения.